# Nemoraea ornata
Nemoraea ornata là một loài ruồi trong họ Tachinidae.